# BSSAP
BSSAP（Base Station Subsystem Application Part，基站子系统应用部分）是在七号信令系统定義的應用層協議，用於連接移動交換中心（MSC）與基站子系統（BSS），其信令支援MTP與SCCP的連接導向式通訊。每個透過BSSAP信令通訊的活動中設備，至少會有一個活躍的交換消息服務。
BSSAP分成两個部分：BSS移動應用部分（BSS Mobile Application Part，BSSMAP）和数据直传应用部分（Direct Transfer Application Part，DTAP）。
- BSSMAP負責促進MSC和BSS之間關於資源管理和切換控制的程序。
- DTAP用於傳送需要直接從MSC至移動設備的訊息，並透過BSS解譯。DTAP訊息通常與Mobility management （MM）或Call Management （CM）有關。